# 国家康乐俱乐部
國家康樂俱樂部，是意大利法西斯党所创立的成人休闲娱乐组织。

## 历史
在1925年4月，意大利独裁者墨索里尼同意法西斯同盟设立OND的訴求，并由马里奥·吉亚尼（意大利西屋公司前总干事）出任主管。工会發現為工人提供休闲设施能和已經和文化組織有網絡的社会主义者竞争。OND最初有一个非政治性和生产性的形像，协助它获得语时一眾雇主的支持。OND並沒有法西斯的本質，而它的組織的制度更是模仿基督教青年会。然而，在1927年4月，法西斯党秘书长奥古斯托·图拉蒂解雇了吉亚尼，並兼任OND的主管，把OND變成法西斯黨的附属組織。
1930年代，在阿基萊·斯塔拉切的帶領下，OND主力發展娱乐事業，並主要集中在体育和其他户外活动方面。据估计，在1936年，OND组织了80%的工薪工人。在1939年，将近40%的工业劳动力已经被招募入OND，而OND所提供的体育活动也被證明是極為受大量工人歡迎。 OND在意大利的一衆大型法西斯主义组织中擁有最多的會員。

## 社会影响
OND在招攬会员方面出现了些微困難。然而，根据历史学家托比亚斯·亚绪比所述，雖然OND赞助的活动普遍受工人阶级欢迎，这些活动並没有使会員成为意识形态上的法西斯政权支持者。
如阿德里安·列堤顿所写，“试图使用OND作为一個用于直接的政治教化或文化教化的媒介，通常會因為OND的干部使用的语言不能使它們的支持者可以理解而失败。”该组织从未能成功像纳粹党「力量来自欢乐」组织般進行大规模的意识形态推动。

### 国家巴利拉组织（ONB）
另一個法西斯党的休闲娱乐组织：国家巴利拉组织，在青年人間普及，並讓他們免費或低價使用俱乐部、体育设施和收音机，以及參加舞蹈、音乐会、戏剧、马戏团和远足等活動。它也贊助了一些比赛和体育節日。

## 延伸閱讀
- Bessel, Richard, ed. Fascist Italy and Nazi Germany: Comparisons and Contrasts, Cambridge, 1996.
- Mason, Timothy W. Nazism, Fascism and the Working Class, University of Cambridge, 1995, ISBN 0-521-43787-3
- Salter, Stephen and John Stevenson, eds. The Working Class and Politics in Europe and America, 1929-1945, London, 1990.